# Caradrina bolivari
Caradrina bolivari là một loài bướm đêm trong họ Noctuidae.